# FC Échallens Région
O FC Échallens Région é um clube de futebol com sede em Échallens, Suíça. A equipe compete na Swiss 1. Liga.

## História
O clube foi fundado em 1 de julho de 1921.